# Lutych–Bastogne–Lutych 2025
111. ročník jednodenního cyklistického závodu Lutych–Bastogne–Lutych se konal 27. dubna 2025 v Belgii.
Vítězem se stal Slovinec Tadej Pogačar z týmu UAE Team Emirates XRG. Na druhém a třetím místě se umístili Ital Giulio Ciccone (Lidl–Trek) a Ir Ben Healy (EF Education–EasyPost).
Závod byl součástí UCI World Tour 2025 na úrovni 1.UWT a byl devatenáctým závodem tohoto seriálu.

## Týmy
Závodu se zúčastnilo všech 18 UCI WorldTeamů a 7 UCI ProTeamů.
UCI WorldTeamy
- Alpecin–Deceuninck
- Arkéa–B&B Hotels
- Cofidis
- Decathlon–AG2R La Mondiale
- EF Education–EasyPost
- Groupama–FDJ
- Ineos Grenadiers
- Intermarché–Wanty
- Lidl–Trek
- Movistar Team
- Red Bull–Bora–Hansgrohe
- Soudal–Quick-Step
- Team Bahrain Victorious
- Team Jayco–AlUla
- Team Picnic PostNL
- UAE Team Emirates XRG
- Visma–Lease a Bike
- XDS Astana Team

UCI ProTeamy

## Výsledky
| Pořadí | Jezdec                | Tým                     | Čas        |
| ------ | --------------------- | ----------------------- | ---------- |
| 1      | Tadej Pogačar (SLO)   | UAE Team Emirates XRG   | 6h 00' 09" |
| 2      | Giulio Ciccone (ITA)  | Lidl–Trek               | + 1' 03"   |
| 3      | Ben Healy (IRL)       | EF Education–EasyPost   | + 1' 03"   |
| 4      | Simone Velasco (ITA)  | XDS Astana Team         | + 1' 10"   |
| 5      | Thibau Nys (BEL)      | Lidl–Trek               | + 1' 10"   |
| 6      | Andrea Bagioli (ITA)  | Lidl–Trek               | + 1' 10"   |
| 7      | Daniel Martínez (COL) | Red Bull–Bora–Hansgrohe | + 1' 10"   |
| 8      | Axel Laurance (FRA)   | Ineos Grenadiers        | + 1' 10"   |
| 9      | Tom Pidcock (GBR)     | Q36.5 Pro Cycling Team  | + 1' 10"   |
| 10     | Neilson Powless (USA) | EF Education–EasyPost   | + 1' 10"   |